# Quốc hội Hà Lan
Quốc hội Hà Lan (tiếng Hà Lan: Staten-Generaal [ˌstaː.tə(n).ɣeː.nəˈraːl] ⓘ) là cơ quan lập pháp lưỡng viện của Hà Lan, gồm Thượng viện và Hạ viện. Cả hai viện này họp tại Binnenhof ở Den Haag.
Quốc hội Hà Lan có nguồn gốc từ thế kỷ 15 như là một hội nghị của tất cả các bang của tỉnh Burgundian Hà Lan. Năm 1579, trong cuộc nổi dậy của Hà Lan, Đại tướng chia rẽ khi các tỉnh phía bắc công khai nổi dậy chống lại Philip II, và Nghị viện miền Bắc thay thế Philip II làm cơ quan tối cao của Cộng hòa Hà Lan vào năm 1581. Nghị viện này được thay thế bởi Quốc hội sau cuộc cách mạng Batavia năm 1795, chỉ được khôi phục vào năm 1814, khi đất nước đã giành lại được chủ quyền. Quốc hội Hà Lan được chia thành Thượng viện và Hạ viện năm 1815, với việc thành lập Vương quốc Hà Lan. Sau khi sửa đổi hiến pháp năm 1848, các thành viên của Hạ viện đã được bầu trực tiếp, và các quyền của Quốc hội được mở rộng rất nhiều, thực tế thiết lập nền dân chủ nghị viện ở Hà Lan.
Kể từ năm 1918, các thành viên của Hạ viện được bầu bốn năm bằng cách sử dụng đại diện theo tỷ lệ trong danh sách đảng, trong khi 75 thành viên của Thượng viện được bầu bởi các Quốc gia-Tỉnh cứ bốn năm một lần. Vào những dịp đặc biệt, hai việntạo thành một phiên họp chung được gọi là Hội đồng. Chủ tịch Thượng viện phục vụ với tư cách là Chủ tịch của Quốc hội trong một Hội đồng Thống nhất. Jan Anthonie Bruijn (VVD) đã là Chủ tịch Thượng viện kể từ năm 2019.